# Rupicapnos muricaria
Rupicapnos muricaria är en vallmoväxtart som beskrevs av Auguste Nicolas Pomel. Rupicapnos muricaria ingår i släktet Rupicapnos och familjen vallmoväxter. Inga underarter finns listade i Catalogue of Life.